# Dzik erymantejski

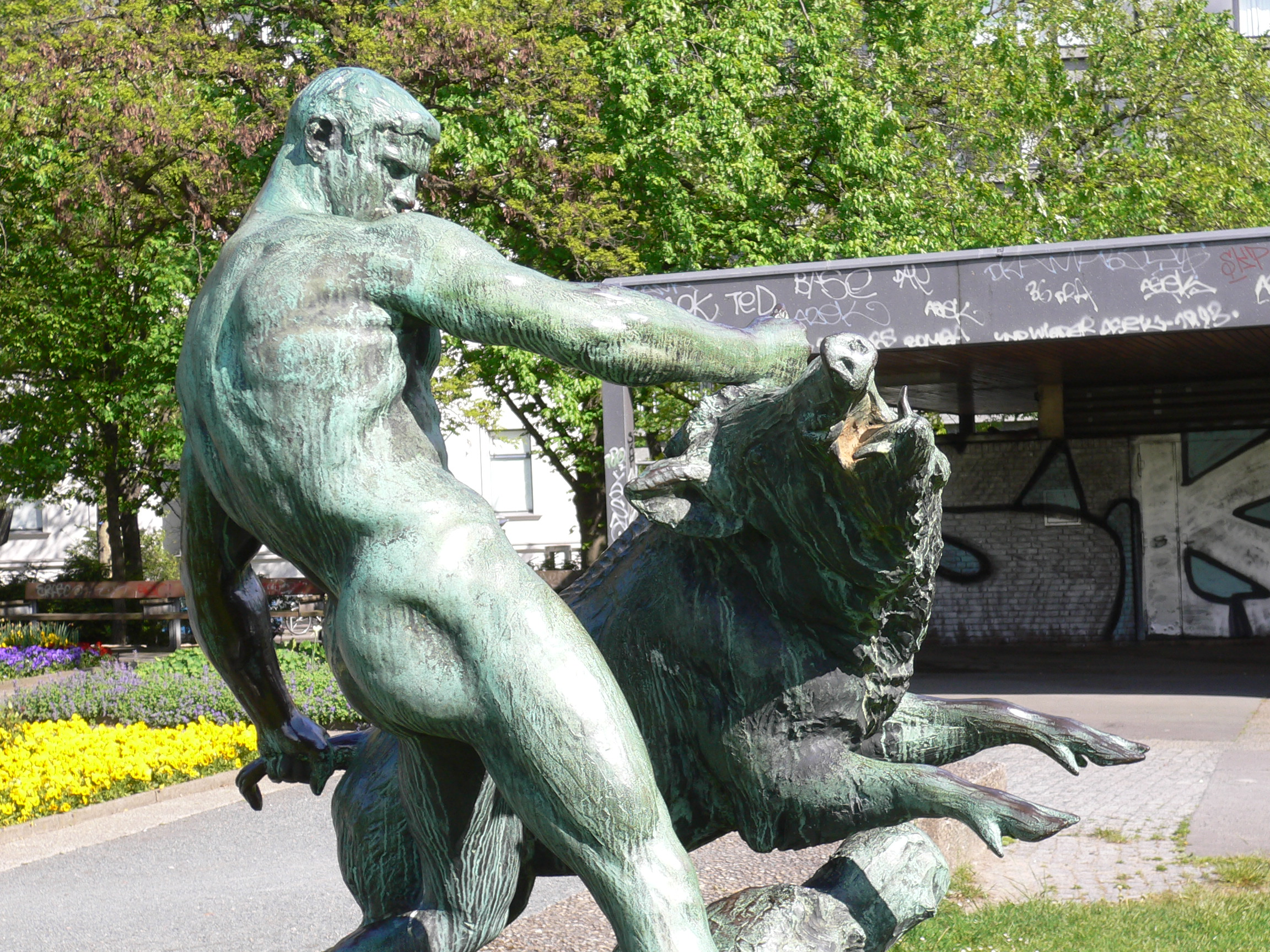
Rzeźba Louisa Touaillon, Herakles z dzikiem erymantejskim, Berlin

Dzik erymantejski (gr. ἐρυμάνθιος κάπρος erymánthios kápros, łac. aper erymanthius) – w mitologii greckiej olbrzymi dzik siejący spustoszenie na stokach góry Erymantos.
Dzik erymantejski grasował w Arkadii, w okolicach Erymantu czy też na samej górze (wedle niektórych źródeł chodzi o rzekę). Cechował się wielkimi rozmiarami. Stanowił zagrożenie dla ludzi i innych zwierząt.
Pokonanie dzika erymantejskiego zalicza się do dwunastu prac Heraklesa. W zesłanym przez Herę przypływie szaleństwa Herakles pozbawił życia swoją rodzinę, przez co bogowie skazali go na wykonanie dwunastu prac zleconych mu przez króla Myken, Eurysteusza. Ten kazał mu wpierw zabicie lwa nemejskiego, a następnie hydry z Lerny. Dalsza kolejność prac bywa różna. Wedle Parandowskiego trzecią pracą bohatera było pojmanie łani ceryntyjskiej, podczas gdy Schmidt, Pierre Grimal i inni autorzy umieszczają dzika z Erymantu jako trzecią pracę bezpośrednio po hydrze.
Bezpośrednio po wykonaniu poprzedniego zadania Eurysteusz obmyślił dla Heraklesa nową pracę. Syn Zeusa zimą wyruszył w okolice Erymantu po dzika, którego miał dostarczyć władcy żywego. Zadanie nie było łatwe. Herakles przez wiele miesięcy poszukiwał dzika po lasach. Jednocześnie gościł u centaura imieniem Folos pochodzącego z Foloe i wdał się z nim w spór o wino, w wyniku którego zabił wiele centaurów. Po pogrzebaniu nieszczęśliwie zmarłego Folosa wrócił do łowów. W końcu jednak udało mu się wytropić dzika. Tutaj znowu wersje się różnią. Wedle jednej z nich pochwycił dzika w sieć. Wedle innej krzykiem wypłoszył zwierzę z gęstwiny i długotrwale gonił je w głębokim śniegu aż do utraty sił przez zmęczonego odyńca, który doznał omdlenia czy też ugrzązł w śniegu. Wersję tę podają Parandowski i Grimal. Łowca wziął wielkiego dzika na plecy czy na ramiona i poszedł z nim do króla Myken. Władca, tchórzliwej natury, przeraził się zwierzęcia i skrył się w wielkiej kadzi ze spiżu bądź beczce, znajdującej się we wnętrzu jego pałacu. Później jednak zaliczył Heraklesowi pracę i wysłał go ponownie celem uprzątnięcia stajni Augiasza bądź pochwycenia łani ceryntyjskiej.
Kły mające należeć do dzika z Erymantu okazywano w Kume w Kampanii.
Odmienną wersję i interpretację przedstawia Robert Graves. Pisze, jakoby Herakles wpierw wskoczył dzikowi na grzbiet, po czym związał zwierzę łańcuchem. Pozostawił potwora na mykeńskim rynku, gdy monarcha siedział jeszcze w beczce z brązu, gdyż dowiedział się o wyprawie argonautów po złote runo. Dzika zabił potem ktoś inny. Graves widzi w dzikach symbol księżyca z uwagi na zakrzywione kły, a także przebierającego się za dzika brata-zastępcę świętego króla, zabijającego i kastrującego swego bliźniaka. Śnieżną scenerię odczytuje on jako wskazówkę odnośnie przesilenia zimowego, co z kolei łączy on ze zniesieniem egipskiego tabu dotyczącego dzika i w ten sposób od Heraklesa pojmującego dzika dochodzi on do Horusa zabijającego Seta. Ponadto w nazwie Erymantos widzi on losowanego zastępcę władcy z poprzedniego roku.